# Kurt Pers
Kurt Pers (* 1. Juli 1920 in Stralsund; † 2004) war ein deutscher Maler und Grafiker.

## Leben und Werk
Die Vorfahren von Pers stammten aus Schweden. Pers machte ab 1935 eine Lehre als Dekorationsmaler und arbeitete bis 1938 in diesem Beruf. Von 1940 bis 1945 war er im Kriegseinsatz. Nach der Rückkehr aus der Kriegsgefangenschaft arbeitete er von 1945 bis 1948 als Malergehilfe. In seiner Lehrzeit und nach Kriegsende nahm er privaten Zeichenunterricht, u. a. bei Karl Schmidt-Rottluff. Von 1948 bis 1950 arbeitete er als Bergmann unter Tage im Otto-Broskowski-Schacht in Eisleben. Die Leitung des Betriebes delegiert ihn an die Hochschule für industrielle Formgestaltung Burg Giebichenstein in Halle/Saale, wo er von 1950 bis 1955 studierte, u. a. bei Erwin Hahs und Kurt Bunge. Von 1955 bis 1968 arbeitete er als Plakat- und Schriftenmaler im Mansfeld-Kombinat. Danach war er in Gerbstedt als freischaffender Maler und Grafiker tätig, häufig mit Aufträgen von Großbetrieben. Ab 1960 hatte Pers in der DDR und im östlichen Ausland Ausstellungen und Ausstellungsbeteiligungen. 1988 wurde er mit der Johannes-R.-Becher-Medaille geehrt.
Pers malte vorrangig farbig-dekorative Landschaften, u. a. von seinen Urlaubsreisen in die Sowjetunion, Stillleben und traditionelle Arbeiterdarstellungen. Der Kunstkritiker Lothar Lang nannte Pers in einer Reihe mit Albert Ebert und Willi Neubert als Beispiel dafür, wie in der Halleschen Kunst „aus Proletariern bedeutende Malerpersönlichkeiten“ wurden.

## Werke (Auswahl)
- Stillleben mit Früchten (1956, Öl, 42 × 51 cm)[2]

- Kaukasus (1960, Öl; Kunstsammlung der Hochschule Merseburg)[3]
- Stahlwerker aus Brandenburg (1963, Radierung)[4]
- Am Strand (1966, Öl; auf der VI. Deutschen Kunstausstellung)[5]
- Auf Rügen (1976, Öl; auf der VIII. Deutschen Kunstausstellung)[6]
- Jura Krakowsko-Czestochowska II (1975, Öl; auf der VIII. Deutschen Kunstausstellung)[7]
- Hettstedter Walzwerker (1977, Öl; auf der VIII. Deutschen Kunstausstellung)[8]
- Herbstliches Stillleben (1980, Öl; auf der IX. Deutschen Kunstausstellung)[9]

## Ausstellungen (unvollständig)

### Einzelausstellungen
- 1967: Bernburg, Museum Schloss Bernburg („Maler des Südharzes“; mit Erich Enge, Eberhard Frey, Bernhard Langer, Dieter Rex und Wilhelm Schmied)

- 1971: Bad Kösen, Kunsthalle

- 1977: Eisleben, Kulturhaus der Bergarbeiter
- 2004/2005: Halle, Kunstverein Talstraße

### Teilnahme an zentralen und wichtigen regionalen Ausstellungen in der DDR
- 1961: Berlin, Deutsche Akademie der Künste („Junge Künstler. Malerei“)
- 1967 bis 1983: Dresden, VI. Deutsche Kunstausstellung bis IX. Kunstausstellung der DDR
- 1969, 1974 und 1979: Halle/Saale, Bezirkskunstausstellungen
- 1970: Berlin, Altes Museum („Im Geiste Lenins“)
- 1976: Karl-Marx-Stadt, Städtische Museen („Jugend und Jugendobjekte im Sozialismus“)